# Pete Hamill
Pete Hamill (Brooklyn, Nueva York; 24 de junio de 1935 - Ídem, 5 de agosto de 2020) fue un periodista, novelista, ensayista, editor y educador estadounidense. Fue columnista y editor del New York Post y el New York Daily News y uno de los reporteros de calle más reconocidos de su tiempo junto con Jimmy Breslin. Escribió más de una veintena de libros, entre novelas y colecciones de relatos cortos.

## Fallecimiento
Falleció el 5 de agosto de 2020 a los 85 años, tras una caída fortuita que derivó en fallos hepáticos y cardíacos.

## Obra
- A Killing for Christ (1968)
- Irrational Ravings (1971, no ficción)
- The Gift (1973)
- Dirty Laundry (1978)
- Flesh and Blood (1977)
- The Deadly Piece (1979)
- The Invisible City (1980, no ficción)
- The Guns of Heaven (1984)
- Loving Women (1989)
- Tokyo Sketches (1992)
- A Drinking Life: A Memoir (1995, no ficción)
- Piecework (1996, no ficción)
- Snow in August (1998)
- News is a Verb (1998, no ficción)
- Why Sinatra Matters (1999, no ficción)
- Diego Rivera (1999, no ficción)
- Forever (2003)
- Downtown: My Manhattan (2004, no ficción)
- North River (2007)
- Tabloid City (2011)